# 바닐라 추출물
바닐라 추출물(영어: vanilla extract 바닐라 엑스트랙트[*])은 바닐라 열매(꼬투리)를 에탄올에 우리거나 내려 추출한 바닐린 용액이다.

## 같이 보기
- 추출물